# أمتسغريشت

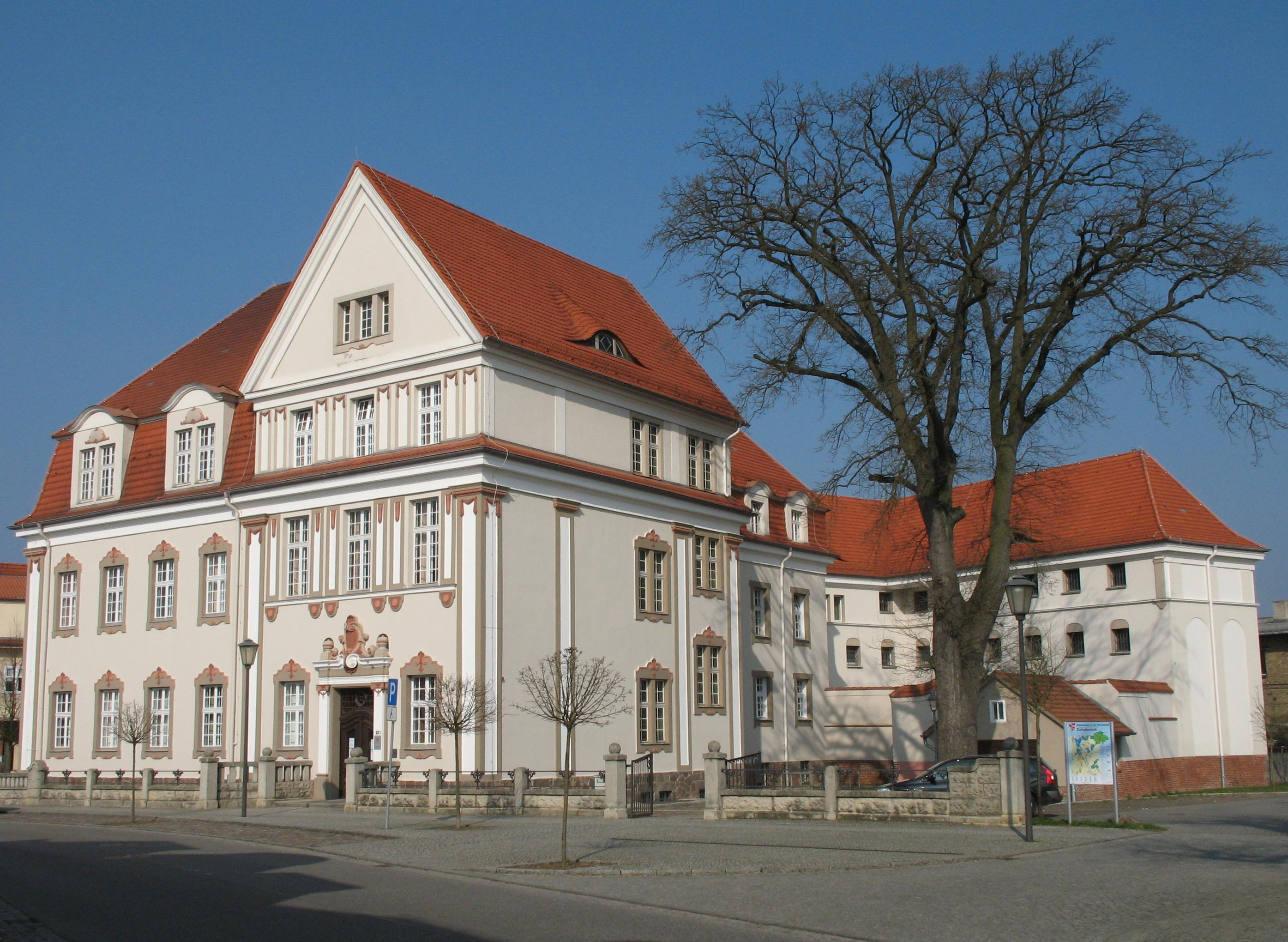
Amtsgericht في تسيهدينك

Amtsgericht في ألمانيا هي محكمة رسمية. تشكل هذه المحاكم أدنى مستوى مما يسمى «الاختصاص العادي» للسلطة القضائية الألمانية (German Ordentliche Gerichtsbarkeit)، المسؤولة عن معظم القضايا الجنائية والمدنية. يمكن مقارنة Amtsgericht الألمانية بمحاكم الصلح في إنجلترا وويلز. اسمها مشتق من Amt كطائفة لمنطقة إدارية ومحكمة في العديد من أراضي الإمبراطورية الرومانية المقدسة.
المجالات الرئيسية لأمتسغريخت في ولاية هي:
- محكمة ابتدائية للقضايا المدنية حيث يكون موضوع التقاضي بقيمة 5000 يورو أو أقل، وللتقاضي الذي ينطوي على عقود الإيجار والزواج والنفقة وحضانة الأطفال.
- محكمة ابتدائية للقضايا الجنائية حيث يمكن فرض غرامة أو السجن لمدة لا تزيد عن أربع سنوات.
- إدارة العديد من السجلات العامة مثل الشركات والجمعيات والتعاونيات وسجل ملكية الأراضي.

هناك 640 Amtsgerichte في ألمانيا،  التي تضم منطقتها القضائية عادةً عددًا صغيرًا من البلدات أو المناطق. المستوى الأعلى التالي من الولاية القضائية العادية يسمى Landgericht. قد يشير مصطلح Amtsgericht أيضًا إلى المبنى الذي تتم فيه الإجراءات.